# We've Come for You All
We've Come for You All este cel de-al nouălea album al trupei americane de thrash metal/heavy metal Anthrax lansat la 6 mai 2003.

## Cântece
- „Contact” - 1:15
- „What Doesn't Die” - 4:09
- „Superhero” - 4:03
- „Refuse to Be Denied” - 3:20
- „Safe Home” - 5:10
- „Any Place But Here” - 5:49
- „Nobody Knows Anything” - 2:57
- „Strap It On” - 3:32
- „Black Dahlia” - 2:37
- „Cadillac Rock Box” - 3:41
- „Taking the Music Back” - 3:11
- „Crash” - 0:57
- „Think About an End” - 5:09
- „W.C.F.Y.A.” - 9:49

## Personal
- Dan Spitz - chitară
- Scott Ian - chitară
- Frank Bello - bas
- Charlie Benante - tobe